# Francisco de San Miguel
Francisco de San Miguel (La Parrilla, hacia 1545-Nagasaki, 5 de febrero de 1597) fue un religioso franciscano español, uno de los 26 mártires de Japón, venerado como santo por la Iglesia católica.

## Biografía

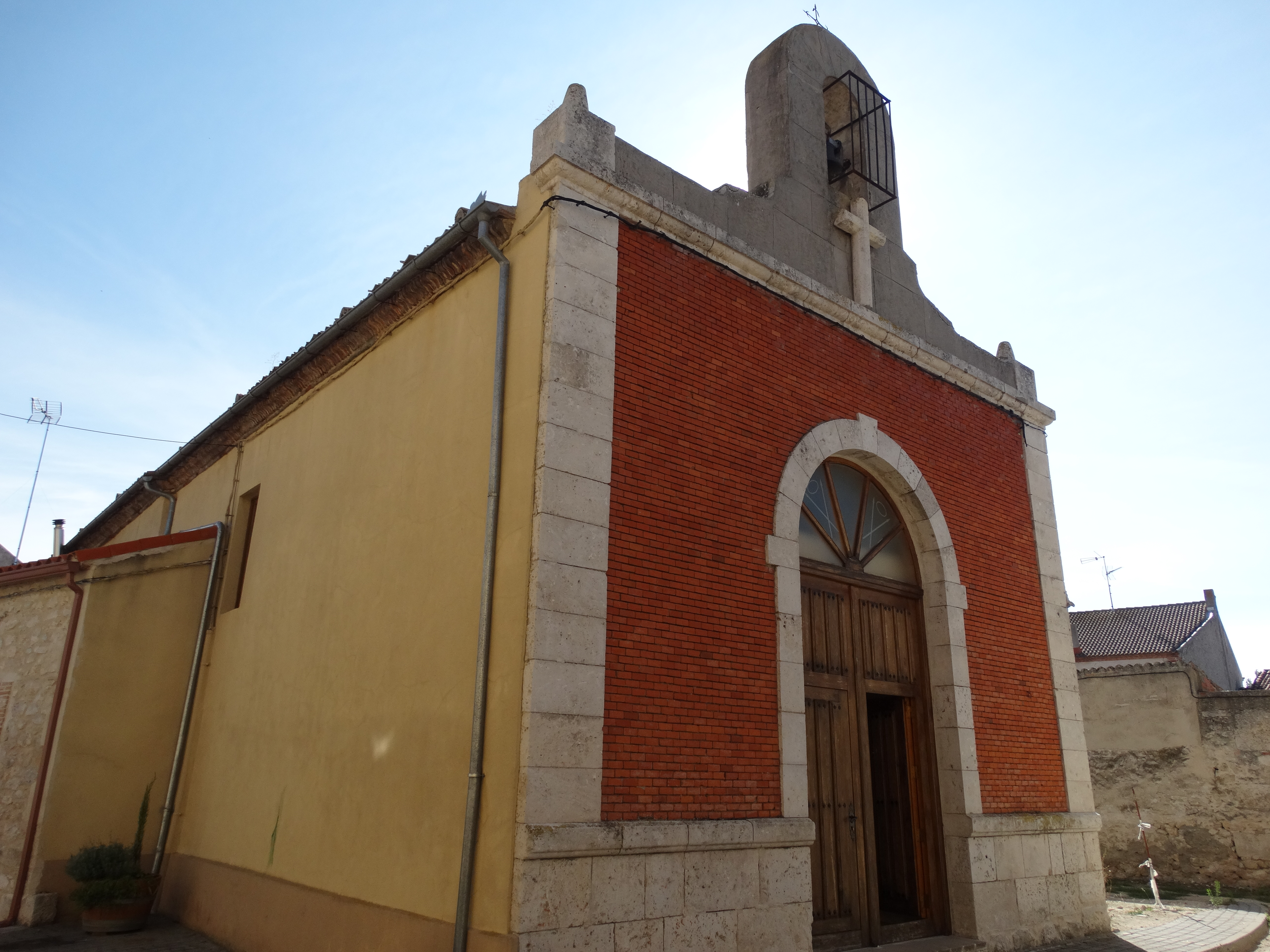
Ermita de San Francisco de San Miguel en su localidad natal

Natural de la localidad de La Parrilla (provincia de Valladolid), fue hijo de Francisco Andrade (o Andrada) y Clara del Arco, labradores. Ingresó en la Orden Franciscana, pasando a formar parte de la comunidad del convento de Coca (Segovia).
Posteriormente se trasladó a América e ingresó en el Convento de la Ciudad de México, en el que ocupó el cargo de portero. Acudió a Michoacán a la búsqueda de su compañero Pedro Bautista, quien había partido en misión evangelizadora de los indígenas chichimecas y del que no se tenían noticias. El vínculo entre ambos se estableció en esta época, pues posteriormente se trasladarían como predicadores a Filipinas, por mediación fundamentalmente de Bautista.
San Miguel continuó con su función de portero, esta vez en el convento de San Francisco de Manila, debido a su espíritu caritativo. Por este motivo, Bautista lo reubicó en el Hospital de San Lázaro, destinado a la cura de leprosos.
El 26 de mayo de 1593, Pedro Bautista fue nombrado embajador de España en Japón, eligiendo a San Miguel como uno de sus agregados a la embajada. Realizaron el viaje separados, arribando San Miguel en Nagasaki y Bautista en Hirado, donde se reencontraron todos los miembros de la embajada para poner rumbo posteriormente a Nagoya, donde planeaban reunirse con el emperador.
Se estableció en Kioto, donde realizó su actividad evangelizadora. Tras el incidente del San Felipe, fue arrestado junto al resto de franciscanos por orden de Toyotomi Hideyoshi el 8 de diciembre de 1596 y trasladados posteriormente a Nagasaki. El 5 de febrero de 1597 fue conducido al monte Tateyama junto con otros veinticinco compañeros y todos ellos fueron crucificados y atravesados por lanzas. Con él murieron cinco religiosos de su Orden, tres jesuitas japoneses y diecisiete franciscanos terciarios japoneses, conocidos colectivamente como los “mártires de Nagasaki”. Tenía 52 años en el momento de su muerte, según recoge Fray Juan Pobre, testigo del martirio, en la segunda parte de su Historia eclesiástica.
Fue beatificado por Urbano VIII en 1627 y canonizado por el Pío IX en 1862.